# Jacobus Johannes Hartman
Jacobus Johannes Hartman (Blankenham, 14 februari 1851 - Leiden, 29 januari 1924) was een Nederlands classicus en hoogleraar Latijn aan de Rijksuniversiteit Leiden.

## Loopbaan
Hartman studeerde aanvankelijk in Amsterdam aan het Athenaeum Illustre bij J.C.G. Boot, daarna te Leiden bij Carel Gabriel Cobet, onder wiens leiding hij in 1877 promoveerde op Lucianus. Na leraar in Amsterdam te zijn geweest was hij van 1883 tot 1891 conrector aan het Stedelijk Gymnasium te Leiden. Op 13 juli 1891 werd hij tot hoogleraar benoemd in Leiden. Hij heeft een groot aantal wetenschappelijke werken (in het Latijn) geschreven, en meer populariserende werken in het Nederlands. In 1916 richtte hij samen met P.H. Damsté de Societas Philologica Lugduno-Traiectina op, een gezelschap voor gepromoveerde classici uit Leiden en Utrecht. Hartman was ridder in de Orde van de Nederlandse Leeuw, lid van de Koninklijke Nederlandse Akademie van Wetenschappen te Amsterdam, lid van de Koninklijke Academie te Athene en van die te Mantua.

## Enkele publicaties
- 1877: Studia critica in Luciani opera (proefschrift).[1]
- 1882: Studia Antiphontea.
- 1889: Analecta Xenophontea.
- 1890: De Phaedri Fabulis commentatio.
- 1891: De literarum veterum amicis et inimicis. (De vrienden en vijanden van de klassieke letteren). Inaugurele rede uitgesproken bij de aanvaarding van zijn hoogleraarschap.
- 1891: De Horatio poeta.[2]
- 1895: De Terentio et Donato commentatio.[3]
- 1901: Genestetiana sive Petri de Genestet poetae neerlandici Carmina selecta.
- 1905: Analecta Tacitea.[4]
- 1905: De Ovidio poeta commentatio
- 1910: De Avondzon des Heidendoms. Het leven en werken van den wijze van Chaeronea.[5] Over Plutarchus
- 1911: Flos delibatus Elegiae Romanae.[6] Selectie uit de gedichten van Tibullus.
- 1913: Beatus ille. Een boek voor iedereen over Horatius.
- 1916: De Plutarcho scriptore et philosopho.[7]
- 1918: Honderd jaar geestelijk leven in den Romeinschen Keizertijd. Over Romeins 'heidendom': Lucianus, Dio Chrysostomus, Seneca en Plinius de jongere.
- 1926: Nagelaten Geschriften. Bevat een levensschets door K.H.E. de Jong.

- Biografisch Portaal: 08034135
- Digitale Bibliotheek voor de Nederlandse Letteren: hart054
- Gemeinsame Normdatei: 116491272
- International Standard Name Identifier: 0000 0000 6134 1467
- Library of Congress Control Number: no2005061194
- Nationale Bibliotheek van Israël: 987007294201705171
- Nederlandse Thesaurus van Auteursnamen: 067674186
- Istituto Centrale per il Catalogo Unico: CUBV082120
- Système universitaire de documentation: 083184872
- Virtual International Authority File: 79387545
- WorldCat: E39PBJpyjhCrCkDfHxq8X3j3cP